# Maurizio Felugo
Maurizio Felugo (Rapallo, 1981. március 4. –) világbajnok, (2011), világbajnoki ezüstérmes (2003), olimpiai ezüstérmes (2012) és kétszeres Európa-bajnoki ezüstérmes (2001, 2010) olasz vízilabdázó.